# 3α-Androstanediol
3α-Androstanediol (thường được viết tắt như 3α-diol), còn được gọi là 5α-androstane-3α, 17β-diol, là một nội sinh ức chế androstane neurosteroid và yếu androgen, và một lớn chất chuyển hóa của dihydrotestosterone (DHT). Là một neurosteroid, nó hoạt động như một bộ điều biến allosteric dương mạnh mẽ của thụ thể GABA <sub id="mwEQ">A</sub>, và đã được tìm thấy có tác dụng bổ trợ, anxiolytic, pro-sex, và tác dụng chống co giật. Vì androgen như testosterone và DHT được biết là có nhiều tác dụng tương tự như 3α-diol và được chuyển đổi thành in vivo, người ta cho rằng hợp chất này một phần có thể chịu trách nhiệm cho các tác dụng nói trên. Liên quan đến đồng phân 3β-androstanediol, là một estrogen mạnh, 3α-androstanediol có lượng thấp hơn đáng kể, mặc dù vẫn có ái lực đáng kể đối với các thụ thể estrogen, với ưu tiên gấp nhiều lần đối với ERβ so với ERα. Nó có khoảng 0,07% và 0,3% ái lực của estradiol tại ERα và ERβ, tương ứng.
Một chất tương tự tổng hợp hoạt động bằng đường uống của 3α-androstanediol, 17α-ethynyl-5α-androstane-3α, 17β-diol (HE-3235, Apoptone), trước đây đang được điều tra để điều trị ung thư tuyến tiền liệt và ung thư vú.